# Đura Jakšić
Pour les articles homonymes, voir Jakšić.
Georgije « Đura » Jakšić (en serbe cyrillique : Ђура Јакшић ; né le 27 juillet 1832 à Srpska Crnja - mort le 16 novembre 1878 à Belgrade) était un écrivain, poète et peintre serbe. 

## Biographie

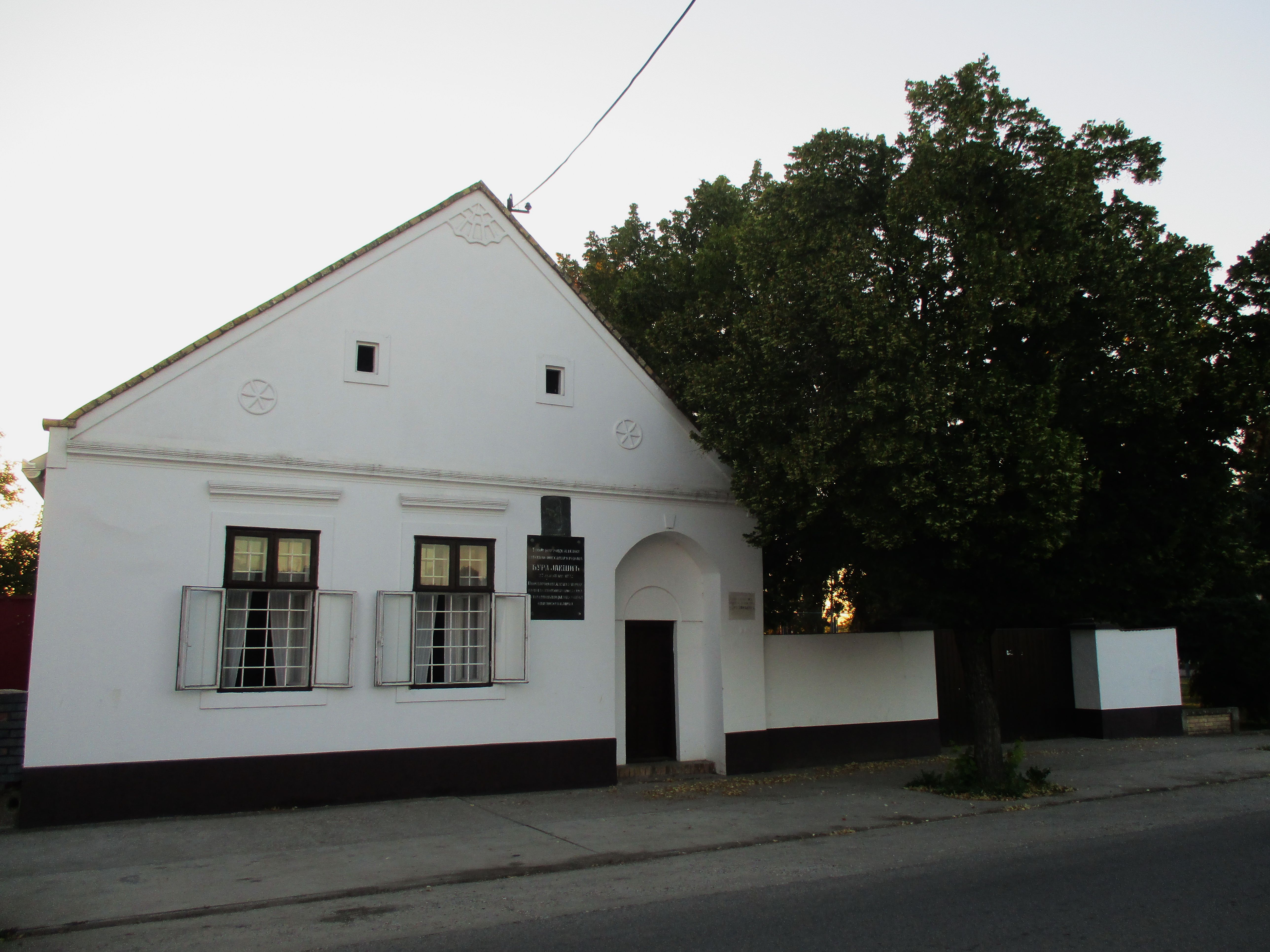
La maison natale de Đura Jakšić

Georgije "Đura" Jakšić commence ses études à Timişoara (aujourd’hui en Roumanie) et à Szeged (aujourd’hui en Hongrie). Il a ensuite étudié les Beaux-Arts à Vienne et à Munich. 
Jakšić est un des principaux représentants du romantisme serbe, en littérature comme en peinture. 
Il a écrit environ quarante nouvelles ou romans (dont Les Guerriers). Il a également écrit trois pièces de théâtre : Stanoje Glavaš, Seoba Srbalja, Jelisaveta.